# Bremen-Verden
Bremen-Verden var en svensk besiddelse i det nordlige Tyskland i årene 1648-1719, beliggende mellem floderne Elben og Wesers nedre løb og i dag en del af den tyske delstat Niedersachsen. Den bestod af det tidligere ærkebispedømme Hamborg-Bremen og bispedømmet Verden, som ved Freden i Westfalen i 1648 blev et svensk hertugdømme.

## Beliggenhed
Området lå i de nuværende landkreise Cuxhaven, Stade, Rotenburg (Wümme), Harburg, Osterholz og Verden samt et område, der nu hører under Bremerhaven og områder, der hører under Bremen og Hamborg. Administrationssædet var Stade.
Arealet var 5.176 km2 for Bremen og 408 km2 for Verden.

## Historie

### Oprindelse
Stiftet Bremen blev oprettet i 788 af Karl den store for det af ham erobrede land. 846 overtoges det af Ansgar efter, at dennes eget ærkebispesæde, Hamborg, var blevet ødelagt af danskerne. I 849 forenedes det genoprettede Hamborgs ærkestift med Bremens stift; men som ærkebiskoppen af Hamborg fortsatte at residere i Bremen, blev de forenede stifter med tiden kaldt Bremens ærkebiskopsstift. Ærkebiskopperne af Bremen, blandt hvilke den mest berømte var Adalbert, død 1072, indehavde primatet over de tre skandinaviske lande, indtil ærkebispesædet i Lund oprettedes i 1104, og man virkede med megen ihærdighed for kristningen af de nordiske folk.

### Efter reformationen
Reformationen, som allerede 1522 havde vundet ind i stiftet, indførtes fuldstændigt efter 1566, men stiftet fortsatte med at blive administreret af ledere med titel af ærkebisper, udpeget af det nu protestantiske domkapitlet blandt protestantiske lægmænd, helst blandt fyrstesønner. Den på grund af 1629 års restitutionsedikt indbrydende katolske reaktionen blev slået tilbage af svenskerne, hvis tropper 1632-1635 holdt stiftet besat. Den sidste ærkebiskop var den danske konge Christian 4.s anden søn, Frederik, som blev valgt i 1634, men blev bortjaget af svenskerne, som 1645 under Königsmarck havde besat stiftet. Under fredsforhandlingerne i Osnabrück fremkastedes – antaglig af ambassadøren Johan Oxenstierna – det forslag, at stiftet skulle som fyrsteligt len overlades til Axel Oxenstierna og hans slægt, men ved freden 1648 sekulariseredes det og tilfaldt, under navn af hertugdømme, den svenske krone.

### Under Sverige
På en landdag i Bremen 1651 nåede Sveriges dronning og hertugdømmets stænder til enighed om hvilken stilling de burde indtage til hinanden, og 1652 ordnedes den for Bremen samt amtet Thedinghausea, hertugdømmet Verden og amtet Wilshausen fælles styrelse. Stænderne (repræsentanter for ridderskabet og stæderne) samledes til "landdag" (Verden havde dog sin egen landdag) og ejede blandt andet ret til at bevilge (nye) sammenkomster, skatter og acciser samt at udse visse "landråd", med hvilke regeringen kunne rådføre i vigtige anliggender. I spidsen for regeringen, hvis sæde var Stade, stod (general)guvernøren, som var øverstbefalende over krigsmagten og præsident i regeringsrådet (l "kansler" og 2 "regeringsråd", den ene af svensk oprindelse, den anden indfødt adelsmand), som behandlede anliggender kollegialt. Til et "justitskollegium" ("kansleren" og 4 "justitsråd"), 1663 omdannet til en hofret, med apprelret, til landets domstole og fra disse til tribunalet i Wismar. Et "konsistorium" (bestående af generalsuperintendenten, 1 provst, 2 assessorer samt, i vigtigere sager, superintendenterne i Bremen og Verden) behandlede sager, som vedrørte kirken og undervisningen.
Bremen lå i den nedersachsiske kreds, Verden i den westfaliske. Som indehaver af hertugdømmerne blev Sverige således medlem af begge de nævnte kredse i det tyske rige.
Forøvrigt anvendte svenskerne hertugdømmet til at bedrive falskmøntneri vendt mod Danmark. Efter 1659 begyndte man at udstede falske kopier af danske mønter i Stade, dette blev imidlertid opdaget, og ved en forordning af 5. juni 1665 forbød Frederik 3. indførsel og brug af "efterslåede" danske mønter. De falske mønter lader sig påvise derved, at man i Stade anvendte en i Italien opfundet såkaldt prægemaskine, hvor møntens over- og understempel var anbragt i hver sin firkantede holder, hvorfor vinklen mellem motiverne på for- og bagside kun kunne blive 90 eller 180 grader, hvorimod denne maskine ikke anvendtes i Danmark før 1665, hvorfor for- og bagside på danske mønter indtil da ikke var i vinkel. Hovedparten af falskmøntningen skete formentlig efter 1672-73, men mønterne blev tilbagedaterede for at øge deres troværdighed.

### Under Hannover
Under årene 1656-1659 var der flere gange tale om at afstå Bremen til England for penge eller som løn for eventuel hjælp, men det forblev ved forslag, omend Oliver Cromwell var interesseret i at med Bremen få en fast fod på kontinentet. I 1712 blev Bremen taget tilbage af danskerne, som 1715 solgte det for 600.000 rigsdaler til kurfyrste Georg Ludvig af Hannover, hvilken tillige var konge af Storbritannien og Irland. Gennem dette køb opstod mellem den svenske konge Karl 12. og Georg et fjendskab, som blev yderst farligt for Sverige, da Georg inddrog England i striden mod Karl. Svenskerne var bitre over tabet af Bremen og Verden, som havde kostet dem så meget blod og forskaffet dem indflydelse i Tyskland. Højtsvævende planer blev opkastet af franske, engelske og svenske statsmænd (blandt andet om en svensk landsætning i Storbritannien for at styrte Georg fra tronen) for at genvinde Bremen, men Sverige blev den 20. november 1719 (i Stockholm) tvunget til at indgå en fred med Hannover og afsagde sig i denne alle krav på Bremen (og på Verden) mod en godtgørelse af l million rdr sp.
1803 kom Bremen under Frankrig, som 1807 for en kort tid afstod det til Preussen. Derefter deltes det mellem kongeriget Westfalen og departementet Wesermyndingerne. 1814 blev det tilbagegivet Hannover.